# Condado de Shannon (Missouri)
O Condado de Shannon é um dos 114 condados do estado americano de Missouri. A sede do condado é Eminence, e sua maior cidade é Eminence. O condado possui uma área de 2 600 km² (dos quais 0 km² estão cobertos por água), uma população de 8 324 habitantes, e uma densidade populacional de 3 hab/km² (segundo o censo nacional de 2000). O condado foi fundado em 1841.